# Fronteiras da União Europeia
As fronteiras da União Europeia são as fronteiras internacionais que limitam estados membros da União Europeia, ou suas colónias ou dependências, de estados não-membros vizinhos. Presentemente há fronteiras da União Europeia na Europa, África e América do Sul. Num total de 21, estendem-se por um total de 14 483 km desde a saída do Reino Unido em 31 de janeiro de 2020.

## Fronteiras atuais

Mapa da parte europeia da UE em 2020.

As fronteiras atuais resultam da saída do Reino Unido da União Europeia em 2020.
Norte e leste
- Reino Unido — fronteira com a Irlanda
- Noruega — fronteira com a Suécia e com a Finlândia
- Rússia — fronteira com a Finlândia, com a Estónia e a Letónia ; também há fronteira com o enclave de Kaliningrado
- Bielorrússia — fronteira com a Letónia,  com a Lituânia, e  com a Polónia
- Ucrânia — com a Polónia, com a Eslováquia, com a Hungria e com a Roménia
- Moldávia — com a Roménia

Sudeste
- Turquia — com a Bulgária e com a  Grécia

este dos Balcãs
- Albânia — com a Grécia
- Bósnia e Herzegovina — com a Croácia
- Montenegro — com a Croácia
- Macedônia do Norte — com a Bulgária e com a Grécia
- Sérvia — com a Hungria, com a Roménia e com a Bulgária

Outros territórios na Europa
- Oblast de Kaliningrado, da Rússia, fronteira com a Lituânia e com a Polónia
- Suíça  — com a Alemanha, com a Áustria, com a França e com a Itália
- Liechtenstein — com a Áustria
- Andorra — com a Espanha e com a França
- Gibraltar — com a Espanha
- Mónaco — com a França
- San Marino — com a Itália
- Vaticano — com a Itália

na ilha de Chipre
- Acrotíri e Deceleia (bases britânicas soberanas, fora do território da UE)
- República Turca de Chipre do Norte: a parte norte de Chipre, sob soberania nominal da República de Chipre é administrada de facto pela RTCN, separatista, e apenas reconhecida internacionalmente pela Turquia. A linha de demarcação serve de fronteira de facto entre as duas entidades.

Exclaves espanhóis de Ceuta e Melilla, em África
- Marrocos — com a Espanha

Guiana Francesa (departamento ultramarino da França, na América do Sul)
- Brasil — faz fronteira com a Guiana Francesa
- Suriname — faz fronteira com a Guiana Francesa

Saint-Martin
- São Martinho — faz fronteira com Sint Marteen

### Fronteiras marítimas
Além das fronteiras terrestres, o território da UE tem fronteiras marítimas com os países e territórios seguintes:
- Albânia — com a Itália
- Argélia — com a Itália
- Antígua e Barbuda — com Guadalupe (França)
- Barbados — com Martinica (França)
- Dominica — com Guadalupe e Martinica (França)
- Egito  com Chipre e Grécia
- Ilhas do Canal — com França[1]
- Israel — com Chipre
- Líbano — com Chipre
- Líbia — com Grécia, Itália e Malta
- Ilhas Maurícias — com Reunião (França)
- Montenegro — com Itália
- Noruega — com Dinamarca
- Reino Unido — com Alemanha, Bélgica, Dinamarca, França e Países Baixos
- Santa Lúcia — com Martinica (França)
- Síria — com Chipre
- Tunísia — com Itália e Malta
- Venezuela — com Guadalupe e Martinica (França)